# أميريكان كانيون (كاليفورنيا)
أميريكان كانيون (بالإنجليزية: American Canyon) هي إحدى مدن مقاطعة نابا، كاليفورنيا. تم إعطاءها لقب مدينة في 1 يناير، 1992.

## التركيبة السكانية
حدّد مكتب تعداد الولايات المتحدة بيانات التركيبة السكانية لأميريكان كانيون في تعداد الولايات المتحدة. في ما يلي، التركيبة السكانية حسب تعدادي 2000 و2010.

### تعداد عام 2000
بلغ عدد سكان أميريكان كانيون 9,774 نسمة بحسب تعداد عام 2000، وبلغ عدد الأسر 3,209 أسرة وعدد العائلات 2,452 عائلة مقيمة في المدينة. في حين سجلت الكثافة السكانية 615.9 نسمة لكل كيلومتر مربع (1,595.2/ميل2). وبلغ عدد الوحدات السكنية 3,274 وحدة بمتوسط كثافة قدره 206.3 لكل كيلومتر مربع (534.3/ميل2).
وتوزع التركيب العرقي للمدينة بنسبة 59.20% من البيض و7.34% من الأمريكيين الأفارقة و0.82% من الأمريكيين الأصليين و16.16% من الأمريكيين ذوي الأصول الآسيوية و1.29% من سكان جزر المحيط الهادئ و8.65% من الأعراق الأخرى و6.56% من عرقين مختلطين أو أكثر و17.71% من الهسبانيون أو اللاتينيون من أي عرق.
بلغ عدد الأسر 3,209 أسرة كانت نسبة 43.5% منها لديها أطفال تحت سن الثامنة عشر تعيش معهم، وبلغت نسبة الأزواج القاطنين مع بعضهم البعض 58.1% من أصل المجموع الكلي للأسر، ونسبة 12.6% من الأسر كان لديها معيلات من الإناث دون وجود شريك، بينما كانت نسبة 5.8% من الأسر لديها معيلون من الذكور دون وجود شريكة وكانت نسبة 23.6% من غير العائلات. تألفت نسبة 18.7% من أصل جميع الأسر من عدة أفراد يعيشون في نفس المنزل ونسبة 9.3% كانت تتألف من شخص يعيش بمفرده يبلغ من العمر 65 عاماً أو أكثر. وبلغ متوسط حجم الأسرة المعيشية 3.00، أما متوسط حجم العائلات فبلغ 3.40.
بلغ العمر الوسطي للسكان 36.9 عاماً. وكانت نسبة 28.3% من القاطنين تحت سن الثامنة عشر، وكانت نسبة 7.5% بين الثامنة عشر والرابعة والعشرين عاماً، ونسبة 27.8% كانت واقعةً في الفئة العمرية ما بين الخامسة والعشرين والرابعة والأربعين عاماً، ونسبة 22.1% كانت ما بين الخامسة والأربعين والرابعة والستين، ونسبة 12.9% كانت ضمن فئة الخامسة والستين عاماً فما فوق. يوجد لكل 100 أنثى 97.4 ذكر، ويوجد لكل 100 أنثى في الثامنة عشر من عمرها فما فوق 92.6 ذكر.
بلغ متوسط دخل الأسرة في المدينة 52,105 دولارًا، أما متوسط دخل العائلة فبلغ 61,536 دولارًا. وكان متوسط دخل الذكور 42,358 دولارًا مقابل 29,211 دولارًا للإناث. وسجل دخل الفرد الخاص بالمدينة 18,440 دولارًا. وكانت نسبة 6.8% من العائلات ونسبة 8.8% من السكان تحت خط الفقر، وكان من هؤلاء نسبة 9.6% تحت سن الثامنة عشر ونسبة 10.6% في الخامسة والستين من العمر وما فوق.

### تعداد عام 2010
بلغ عدد سكان أميريكان كانيون 19,454 نسمة بحسب تعداد عام 2010، وبلغ عدد الأسر 5,657 أسرة وعدد العائلات 4,613 عائلة مقيمة في المدينة. في حين سجلت الكثافة السكانية 1,225.8 نسمة لكل كيلومتر مربع (3,174.8/ميل2). وبلغ عدد الوحدات السكنية 5,982 وحدة بمتوسط كثافة قدره 376.9 لكل كيلومتر مربع (976.2/ميل2).
وتوزع التركيب العرقي للمدينة بنسبة 38.88% من البيض و7.89% من الأمريكيين الأفارقة و0.73% من الأمريكيين الأصليين و32.88% من الأمريكيين ذوي الأصول الآسيوية و0.90% من سكان جزر المحيط الهادئ و12.12% من الأعراق الأخرى و6.60% من عرقين مختلطين أو أكثر و25.75% من الهسبانيون أو اللاتينيون من أي عرق.
بلغ عدد الأسر 5,657 أسرة كانت نسبة 49.6% منها لديها أطفال تحت سن الثامنة عشر تعيش معهم، وبلغت نسبة الأزواج القاطنين مع بعضهم البعض 62.3% من أصل المجموع الكلي للأسر، ونسبة 13.3% من الأسر كان لديها معيلات من الإناث دون وجود شريك، بينما كانت نسبة 5.9% من الأسر لديها معيلون من الذكور دون وجود شريكة وكانت نسبة 18.5% من غير العائلات. تألفت نسبة 13.5% من أصل جميع الأسر من عدة أفراد يعيشون في نفس المنزل ونسبة 5.5% كانت تتألف من شخص يعيش بمفرده يبلغ من العمر 65 عاماً أو أكثر. وبلغ متوسط حجم الأسرة المعيشية 3.43، أما متوسط حجم العائلات فبلغ 3.78.
بلغ العمر الوسطي للسكان 35.5 عاماً. وكانت نسبة 28.3% من القاطنين تحت سن الثامنة عشر، وكانت نسبة 9.1% بين الثامنة عشر والرابعة والعشرين عاماً، ونسبة 26.9% كانت واقعةً في الفئة العمرية ما بين الخامسة والعشرين والرابعة والأربعين عاماً، ونسبة 26.2% كانت ما بين الخامسة والأربعين والرابعة والستين، ونسبة 9.6% كانت ضمن فئة الخامسة والستين عاماً فما فوق. وتوزع التركيب الجنسي للسكان بنسبة 49% ذكور و51% إناث.